# Wiktorija Kobzar
Wiktorija Andriejewna Kobzar (ros. Виктория Андреевна Кобзарь; ur. 16 października 2004 w Surgucie) – rosyjska siatkarka, grająca na pozycji rozgrywającej, reprezentantka Rosji kadetek i juniorek.
Jej ojciec Andriej był zawodowym siatkarzem a jej mama Ałła trenowała reprezentację Rosji na poziomie młodzieżowym. Jej starszy brat Igor, również jest siatkarzem i gra pozycji rozgrywającego.

## Sukcesy klubowe
Mistrzostwo Francji:
- 2023[7]

Superpuchar Francji:
- 2023[8]

## Sukcesy reprezentacyjne
Mistrzostwa Europy U-16:
- 2019

Mistrzostwa Europy Kadetek:
- 2020[9]

Mistrzostwa Świata Kadetek:
- 2021[10]

Mistrzostwa Świata Juniorek:
- 2021[11]

## Nagrody indywidualne
- 2021: Najlepsza rozgrywająca Mistrzostw Świata Kadetek[12]